# Lasiodiscus fasciculiflorus
Lasiodiscus fasciculiflorus là một loài thực vật có hoa trong họ Táo. Loài này được Engl. mô tả khoa học đầu tiên năm 1908.